# Vol. 3: The Subliminal Verses
Vol. 3: (The Subliminal Verses) (с англ. — «Часть третья: стихи из подсознания») — третий студийный альбом американской метал-группы Slipknot, выпущенный 25 мая 2004 года лейблом Roadrunner Records, а специальное издание, содержащее бонус-диск, было выпущено 12 апреля 2005 года. Это единственный альбом группы, спродюсированный Риком Рубином. После тура в поддержку своего второго альбома в 2001 году начались спекуляции относительно будущего группы; некоторые участники группы уже участвовали в сторонних проектах: To My Surprise, Murderdolls и реформированные Stone Sour. В 2003 году Slipknot переехали в особняк Рубина, чтобы работать над новым альбомом. Поначалу группа была непродуктивной; вокалист Кори Тейлор много пил. Тем не менее, группе удалось написать более чем достаточно материала для нового альбома. Vol. 3 считается первым альбомом Slipknot, котором были более традиционные, мелодичные структуры песен, гитарные соло и акустические инструменты.
Альбом получил в целом положительные отзывы. AllMusic похвалил Slipknot за «стремление сделать его альбомом Slipknot», в то время как журнал Q добавил, что альбом был «триумфом» группы. Альбом вошёл в первую десятку по продажам альбомов в одиннадцати странах и стал платиновым в Соединённых Штатах. В 2006 году песня «Before I Forget» получила премию «Грэмми» в номинации «Лучшее метал-исполнение». В конце 2009 года «Before I Forget» была включена в список AOL «Лучшей металлической песни десятилетия». Roadrunner Records включили клип на песню «Duality» в список лучших музыкальных клипов в истории Roadrunner.

## Запись
Slipknot записали Vol. 3: (The Subliminal Verses) вместе с продюсером Риком Рубином в особняке (англ. The Mansion) в Лос-Анджелесе, штат Калифорния в 2003 году. Ранее были предположения относительно возможности третьего альбома и будущего группы, так как некоторые участники работали в других музыкальных проектах. Когда альбом был завершён, группа заявила, что эти сайд-проекты «спасли группу» и «помогли [им] вырваться из ящика, в котором [они] были». Впрочем, вернувшись вместе и врабатываясь, их разногласия препятствовали процессу записи на начальном этапе. Во время интервью в 2008 году, барабанщик Джои Джордисон сказал, что «мы не говорили друг с другом в течение трёх месяцев, мы просто сидели там, растрачивая деньги в грёбаном особняке Гудини». Говоря ретроспективно, ударник Шон Крэхан утверждает: «в конце концов, мы устали, ожидая, когда уже херня случится. Мы собрались — у нас было несколько сортов пива (немного пива) — и написали очень вычурную, испоганенную песню под названием „Happy Ending“».
В интервью в 2003 году, Джои объяснил, что, несмотря на первоначальные проблемы, для альбома было написано более чем достаточно материала, и добавил, что «лучше, чтобы был материал, из которого можно выбирать, чем согласиться на дерьмо», в отличие от того как в предыдущих альбомах Slipknot определились слишком рано с меньшим количеством песен. Участники группы были разного мнения насчёт работы с продюсером Риком Рубином. Некоторые из них, учитывая личный опыт, сомневались в его приверженности к Slipknot, когда он разделил своё время между многими артистами сразу. В одном из интервью вокалист Кори Тейлор признался, что сильно пил на протяжении всего времени, проведённого в особняке: «Я просыпался и начинал пить, пока снова не вырубался». «Все, что я записал, когда пил, звучало как полное дерьмо», выражал он то, как недоволен был выбором вокала, который оказался в альбоме. В то же время перкуссионист Крэхан работал над «Voliminal: Inside the Nine», документальным видео о процессе создания альбома и последующих гастролей.

## Иллюстрации
Обложка альбома изображает «маску мэггота», разработанную Шоном Крэхэном. Маска была сделана из сшитой кожи с молнией вокруг области рта. Копии маски можно приобрести как часть товаров группы. Она показана в музыкальном видео «Vermilion» со второго сингла альбома, в котором появляется группа всякий раз, когда главная героиня носит маску.

## Продвижение
До выпуска альбома, группа выпустила «Pulse of the Maggots» в полном объёме, бесплатно загружаемый трек на ныне несуществующем сайте SK Radio. Он был доступен в течение одного дня, 30 марта 2004 года. Это также означило начало мирового тура Slipknot «The Subliminal Verses», начавшегося с их появления на «Jagermeister Music Tour», 4 мая 2004 года была выпущена в качестве первого официального сингла песня «Duality». Vol. 3: (The Subliminal Verses) был выпущен 25 мая 2004 года. Одновременно с выпуском альбома было выпущено специальное издание на 7-дюймовом красном виниле. Другие синглы альбома включают «Vermilion», «Before I Forget» и «Blister Exists». 12 апреля 2005 года вышло специальное издание альбома, содержащее бонусный диск.

## Музыкальные и лирические темы
До выпуска Vol. 3, участники группы пообещали более экспериментальный альбом; барабанщик Джордисон описывал его так: «это почти как если бы Slayer наложить на Radiohead». Впервые в карьере Slipknot песни «Circle» и «Vermilion Pt. 2» исполнялись с акустическими, а не электрогитарами. По словам Todd Burns из Stylus, песни «Pulse of the Maggots» и «Before I Forget» объединяет стиль «ударный метал». Allmusic писал, что треки «Blister Exists», «Three Nil», и «Opium of the People» объединяют две крайности их узнаваемых граней метала с мелодичностью, и самые очевидные изменения в вокальном стиле. Entertainment Weekly писал, что альбом «[запрыгнул] между чрезмерно мощным быстрым металом и навязчивым акустическим роком».
Vol. 3 (The Subliminal Verses) был первым альбомом Slipknot, который не требовал возрастного ограничения, потому что не содержал ненормативной лексики. В 2008 году в интервью, гитарист Мик Томсон объяснил, что вокалист Тейлор отказался от использования ненормативной лексики, полагая, что могут последовать иски. Согласно Allmusic, лирика Vol. 3: (The Subliminal Verses) включает в себя метафоры и затрагивает такие темы, как гнев, недовольство и психоз. Отмечалось разнообразие в вокальном исполнении Тейлора;. Stylus особенно хвалил исполнение Тейлора на заключительном треке «Danger — Keep Away», а сам трек называл самым «гнетущим и эмоциональным» в альбоме. Burns отмечал, что у «Vermilion Pt. 2», есть «величественная вокальная гармония», а также, что «в целом риффы не потеряли своего воздействия, но кажется, что теперь группа хочет, чтобы вы также оценили и их вокальное и лирическое воздействие».

## Отзывы критиков
| Совокупная оценка    | Совокупная оценка |
| Источник             | Оценка            |
| -------------------- | ----------------- |
| Metacritic           | 70/100            |
| Оценки критиков      |                   |
| Источник             | Оценка            |
| AllMusic             | [ 4 ]             |
| The Boston Globe     | положительно      |
| The Detroit News     | положительно      |
| Entertainment Weekly | A−                |
| NME                  | 8/10              |
| Playlouder           | [ 30 ]            |
| Q                    | [ 31 ]            |
| Rolling Stone        | [ 32 ]            |
| Spin                 | B                 |
| The Washington Post  | положительно      |

## Список композиций
| №                   | Название               | Длительность |
| ------------------- | ---------------------- | ------------ |
| 1.                  | «Prelude 3.0»          | 3:57         |
| 2.                  | «The Blister Exists»   | 5:19         |
| 3.                  | «Three Nil»            | 4:48         |
| 4.                  | «Duality»              | 4:12         |
| 5.                  | «Opium of the People»  | 3:12         |
| 6.                  | «Circle»               | 4:22         |
| 7.                  | «Welcome»              | 3:15         |
| 8.                  | «Vermilion»            | 5:16         |
| 9.                  | «Pulse of the Maggots» | 4:19         |
| 10.                 | «Before I Forget»      | 4:38         |
| 11.                 | «Vermilion Pt. 2»      | 3:44         |
| 12.                 | «The Nameless»         | 4:28         |
| 13.                 | «The Virus of Life»    | 5:25         |
| 14.                 | «Danger — Keep Away»   | 3:13         |
| Общая длительность: | Общая длительность:    | 60:09        |

| №                   | Название            | Длительность |
| ------------------- | ------------------- | ------------ |
| 15.                 | «Scream»            | 4:31         |
| Общая длительность: | Общая длительность: | 64:40        |

| №  | Название                | Длительность |
| -- | ----------------------- | ------------ |
| 1. | «Duality» (видеоклип)   |              |
| 2. | «Vermilion» (видеоклип) |              |

| №                   | Название                                   | Длительность |
| ------------------- | ------------------------------------------ | ------------ |
| 1.                  | «Don't Get Close»                          | 3:47         |
| 2.                  | «Scream»                                   | 4:31         |
| 3.                  | «Vermilion» (Single Mix)                   | 5:25         |
| 4.                  | «Danger – Keep Away» (Full-Length Version) | 7:55         |
| 5.                  | «Disasterpiece» (Live)                     | 5:25         |
| 6.                  | «New Abortion» (Live)                      | 4:01         |
| 7.                  | «People = Shit» (Live)                     | 3:54         |
| Общая длительность: | Общая длительность:                        | 34:58        |

| №                   | Название                                   | Длительность |
| ------------------- | ------------------------------------------ | ------------ |
| 1.                  | «Don't Get Close»                          | 3:47         |
| 2.                  | «Scream»                                   | 4:31         |
| 3.                  | «Vermilion» (Terry Date mix)               | 5:25         |
| 4.                  | «Danger – Keep Away» (Full-Length Version) | 7:55         |
| 5.                  | «The Blister Exists» (Live)                | 5:21         |
| 6.                  | «Three Nil» (Live)                         | 4:57         |
| 7.                  | «Disasterpiece» (Live)                     | 5:25         |
| 8.                  | «People = Sh*t» (Live)                     | 3:54         |
| Общая длительность: | Общая длительность:                        | 41:15        |

## Чарты и сертификации
| Chart (2004)                    | Высшая позиция |
| ------------------------------- | -------------- |
| Australian Albums Chart         | 2              |
| Austria Albums Chart            | 5              |
| Belgium Albums Chart (Flanders) | 6              |
| Belgium Albums Chart (Wallonia) | 12             |
| Canadian Albums Chart           | 2              |
| Danish Albums Chart             | 7              |
| Dutch Albums Chart              | 14             |
| Finnish Albums Chart            | 2              |
| French Albums Chart             | 6              |
| German Albums Chart             | 2              |
| Irish Albums Chart              | 5              |
| Italian Albums Chart            | 14             |
| New Zealand Albums Chart        | 3              |
| Norwegian Albums Chart          | 15             |
| Polish Albums Chart             | 24             |
| Portuguese Albums Chart         | 13             |
| Swedish Albums Chart            | 2              |
| Swiss Albums Chart              | 8              |
| UK Albums Chart                 | 5              |
| US Billboard 200                | 2              |

| Страна         | Провайдер                                       | Сертификация |
| -------------- | ----------------------------------------------- | ------------ |
| Австралия      | ARIA                                            | Платиновый   |
| Канада         | Канадская ассоциация звукозаписывающих компаний | Платиновый   |
| Великобритания | BPI                                             | Платиновый   |
| Германия       | BVMI                                            | Золотой      |
| Новая Зеландия | RIANZ                                           | Золотой      |
| США            | RIAA                                            | Платиновый   |